# Hendrik Starostzik
Hendrik Starostzik (* 28. März 1991 in Marburg) ist ein deutscher Fußballspieler.

## Karriere
Starostzik begann beim FV Cölbe mit dem Fußballspielen, bevor er als Zwölfjähriger zum VfB Marburg wechselte. 2007 folgte mit 16 Jahren der Wechsel in die Jugendabteilung des SC Paderborn 07. Zur Saison 2010/11 rückte er in den Kader der in der Westfalenliga antretenden U-23-Mannschaft der Ostwestfalen auf. Zwischen 2011 und 2014 absolvierte Starostzik insgesamt 47 Einsätze für den SC Wiedenbrück und den VfL Bochum II in der Regionalliga West. Am 13. Mai 2014 unterschrieb er beim Drittligisten Stuttgarter Kickers einen Zweijahresvertrag. Sein Profidebüt gab Starostzik am 4. Oktober 2014, als er beim 3:0-Heimsieg gegen Hansa Rostock für Fabio Leutenecker eingewechselt wurde. Für die Kickers bestritt er in zwei Spielzeiten insgesamt 53 Drittligaspiele. Am 17. Mai 2016 gab Zweitliga-Aufsteiger Dynamo Dresden bekannt, dass Starostzik bei den Sachsen einen Zweijahresvertrag unterschrieben hat. Nach nur vier Saisoneinsätzen verließ er Dynamo nach einem Jahr wieder und ging zum Drittligisten Hallescher FC. Nachdem er in der Saison 2017/18 noch zu fünfzehn Einsätzen für Halle gekommen war, blieb er in der Saison 2018/19 ohne Einsatz. Im März 2019 wurde der Vertrag im beiderseitigen Einvernehmen aufgelöst und Starostzik wechselte in die Canadian Premier League zu Pacific FC. Im August 2021 schloss er sich dem KSV Hessen Kassel in der Regionalliga Südwest an; 2024 ging es zum Hessenligisten Marburg.